# Filobasidiaceae
Filobasidiaceae is de enige familie binnen de orde Filobasidiales.

## Geslachten
De familie bestaat volgens Index Fungorum uit de volgende geslachten:
- Filobasidium
- Heterocephalacria